# Плютей
Плюте́й (лат. Pluteus) — род грибов семейства Плютеевые (Pluteaceae) порядка Агариковые (Agaricales). В качестве русских названий рода используются также названия Плютеус и Плутеус.
Преимущественно лесные грибы, сапротрофы. Подавляющее большинство видов обитает на старой, разлагающейся древесине или на почве, богатой древесными остатками. Плодовые тела шляпконожечные, пластинчатые, характеризуются отсутствием остатков покрывал и свободными, не прирастающими к ножке розовыми пластинками.
Практическое значение плютеев небольшое. Несколько видов съедобны и иногда собираются грибниками, многие виды встречаются редко, имеют мелкие размеры или недостаточно хорошо изучены и поэтому считаются несъедобными. Известно небольшое число видов, содержащих псилоцибин и оказывающих галлюциногенное действие. В природе эти грибы выполняют важную экологическую функцию — разрушение отмершей древесины.
Видовой состав рода малоизучен, точное число видов во всём мире неизвестно. Предполагаемое число видов — 140—300, достаточно хорошо изучены и признаны в современной таксономии около 50 видов.
Латинское название рода Pluteus означает щит.

## Описание
Плодовые тела шляпконожечные, с центральной или слабо эксцентрической ножкой, небольших, средних или относительно крупных размеров. Развитие плодовых тел изучено для немногих видов. Типы развития — гимнокарпный или пилеостипитокарпный (имеются пучки гиф, идущие от загнутого края шляпки к поверхности ножки, закрывающие молодой гименофор), некоторые авторы указывают также пилангиокарпный и паравелангиокарпный. Зачатки плодовых тел имеют поверхностную зону нарастания, шляпка формируется за счёт разрастания боковых частей в радиальном направлении.

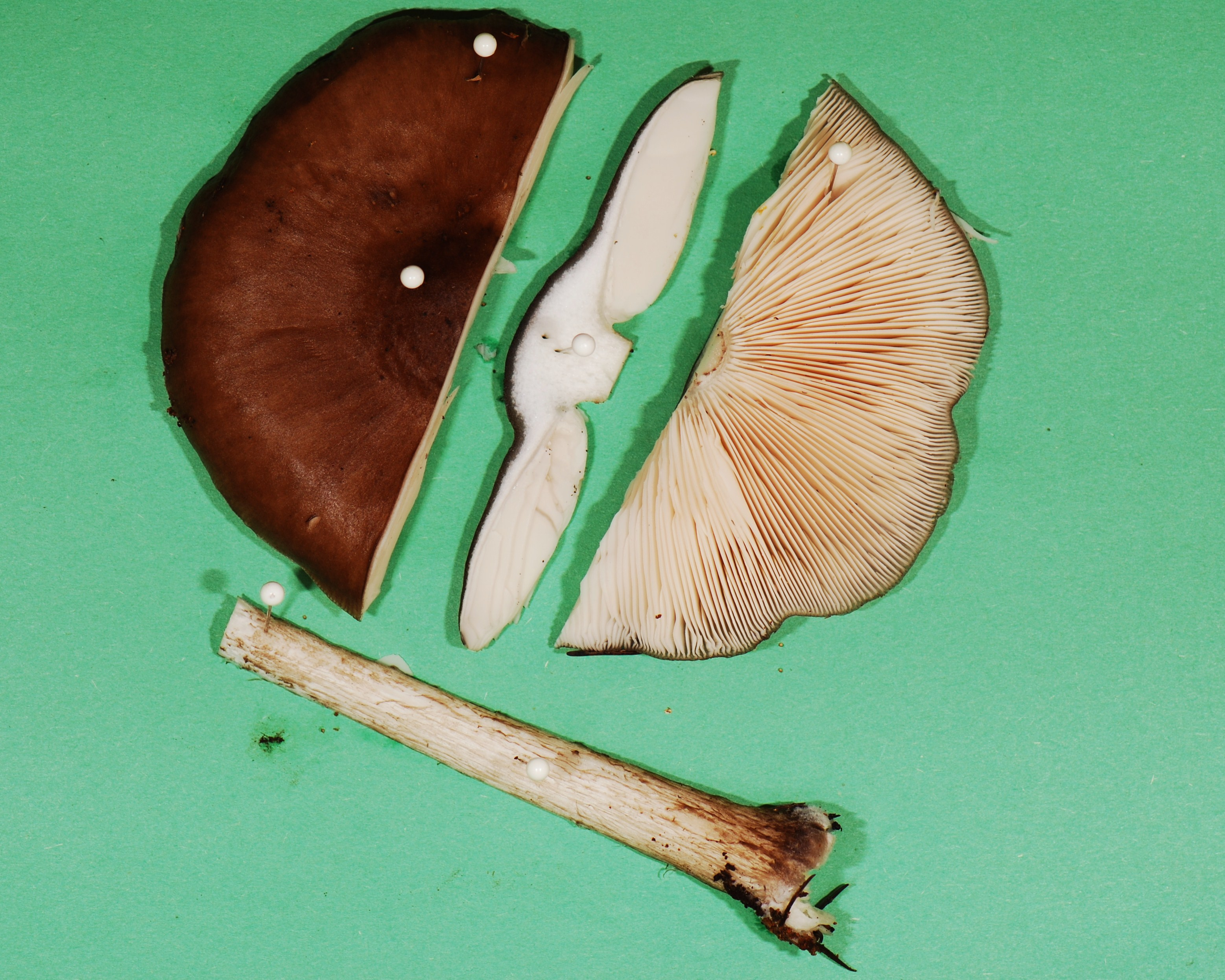
Плютей олений. Раскрытая шляпка плоско-распростёртой формы с бугорком, свободные пластинки и более короткие пластиночки, ножка с утолщённым основанием и продольными волокнами

Шляпка от колокольчатой до распростёртой, часто с центральным бугорком, легко отделяется от ножки. Размеры шляпок у самых мелких видов могут не превышать 1 см, у самых крупных — до 20 см, максимальный размер (24 см) зафиксирован у нескольких экземпляров плютея оленьего, найденных в окрестностях Звенигорода. Поверхность гладкая, волокнистая, шелковистая или чешуйчатая, обычно сухая, у некоторых видов слизистая. У некоторых видов поверхность морщинистая, покрытая сетчатыми или радиальными рельефными жилками. Окраска разнообразная — от белой до почти чёрной, чаще всего коричнево-бурых оттенков, иногда яркая, жёлтая или оранжевая. Край обычно цельный, радиально-штриховатый или ребристый из-за тонкой мякоти.
Мякоть светлая, мясистая, белая, сероватая или желтоватая, может быть гигрофанной. На срезе не изменяется, только для нескольких видов возможно появление зеленоватой или синеватой окраски, это является косвенным признаком наличия в таких грибах псилоцибина. Запах и вкус обычно слабо выражены, известны виды с горькой мякотью.
Гименофор пластинчатый, пластинки свободные, сначала белые, затем розовые, иногда с бурым или белым краем. Между пластинками, доходящими от края шляпки почти до ножки, имеются более короткие пластиночки.
Ножка цилиндрическая, в основании может быть расширенная или клубневидно-вздутая, мясистая, ломкая, сплошная или полая. Поверхность голая, волокнистая или чешуйчатая, основание у некоторых видов покрыто мицелиальным опушением.
Остатки покрывал: кольцо и вольва отсутствуют (кроме видов, перенесённых в 2010 году из рода Chamaeota). Единственный вид Pluteus stephanobasis, описанный Р. Зингером в Аргентине, имеет малозаметные, но сохраняющиеся на основании ножки обрывки вольвы.
Споровый порошок розовый, споры округлые, эллипсоидные, широкоэллипсоидные или яйцевидные, гладкие, светло-розовые, неамилоидные, цианофильные, с развитым внутренним слоем оболочки (эндоспорием).
Гифы мицелия могут быть с пряжками или без них. Гифальная система плодовых тел мономитическая, то есть состоит только из генеративных гиф — тонкостенных или со слабо утолщёнными стенками, содержащих живой протопласт, активно растущих и способных к анастомозированию и образованию базидий. В ножке гифы расположены относительно свободно и идут параллельно, в шляпке расходятся от центра к краю.
Кутикула шляпки (пилеипеллис) у разных видов имеет различное строение. Часть видов имеют так называемое нитчатое, или филаментозное строение кожицы — гифы, как и в мякоти шляпки, расходятся радиально и состоят из удлинённых клеток (филаментов), имеют восходящие ответвления. У других видов гифы на поверхности сильно трансформируются и образуют округлые, грушевидные или другой формы клетки, формирующие наружный палисадный слой — кутикулу клеточного строения, или палисадодерму.
Трама уже сформировавшихся пластинок инверсного строения. Формирующийся гименофор сначала гладкий, затем на нём появляются складки, трама которых вначале правильная, состоит из параллельно расположенных гиф, позже рост становится неравномерным — центральная часть пластинки (медиостратум) удлиняется и растягивается быстрее, чем гимений и гифы латеростратума заворачиваются в противоположном направлении.
Гимений состоит из плотного слоя базидий, форма которых обычно удлинённо-булавовидная, с заметной центральной перетяжкой, базидии четырёхспоровые, с маслянистым содержимым. Кроме базидий, в гимении развиваются цистиды. Хейлоцистиды, расположенные по кромке пластинок, обычно тонкостенные, различной формы — булавовидные, веретеновидные, бутылковидные и др., могут содержать пигменты. Плевроцистиды расположены на боковых сторонах пластинок, они могут быть тонкостенными, но чаще имеют утолщённые стенки. Толстостенные цистиды называют метулоидами, метулоиды плютеев относят к классу лампроцистид. Часто они имеют характерную форму с апикальным придатком, заканчивающимся несколькими крючковидными или зубчатыми отростками. У некоторых видов плевроцистиды отсутствуют или немногочисленны. Окрашенные или бесцветные хейлоцистиды могут группироваться гнёздами по наружному краю пластинок, если они многочисленны, то зрелые пластинки имеют бурое или белое окаймление. Крупные цистиды плютеев могут служить хорошим учебным объектом для ознакомления с этими структурами.

### Сходные грибы в других родах
Существуют роды грибов, для которых также характерны розовые пластинки и споровый порошок, их представители могут иметь плодовые тела, похожие на плютеи.
Один из таких родов — энтолома, в котором есть ядовитые виды. Они отличаются характером связи пластинок с ножкой — пластинки от узко приросших до низбегающих, никогда не бывают свободными. При микроскопировании энтоломы легко отличить по угловатой, а не округлой форме спор.
Для родоцибе из семейства энтоломовых тоже характерны приросшие и низбегающие пластинки, шляпка бывает с углублением или вдавленная в центре, споры этих грибов орнаментированы.
У клитопилов шляпка с углублением, пластинки низбегающие, споры полосатые, а цистиды отсутствуют.
У мицены колпаковидной пластинки с возрастом розовеют, но не бывают свободными.
Внешне похожа на плютеи и мегаколлибия широкопластинчатая, её пластинки более светлые, беловатые, не бывают свободными.

## Экология и распространение
Подавляющее большинство видов — лигнофильные сапрофиты, они поселяются на остатках отмершей древесины. Растут на пнях, валежнике, погружённой в почву древесине или на богатой перегнившей древесиной почве вблизи деревьев. Микоризообразователи среди представителей рода неизвестны. Иногда встречаются на стволах подгнивших ещё живых деревьев, вызывают белую гниль. Встретить их можно главным образом в лесах, реже вне лесов, в садах, парках, могут вырастать в парниках. Субстратом для многих видов является древесина лиственных деревьев, находящаяся на поздних стадиях разложения, известны также виды, специализирующиеся на древесине хвойных, например, плютей Поузара (Pluteus pouzarianus). Динамика процессов разложения древесины плютеями малоизучена, потому что эти грибы плохо растут на искусственных питательных средах.
Представители рода встречаются на всех континентах, кроме Антарктиды. Максимальное видовое разнообразие в умеренной зоне Северного полушария наблюдается в зоне широколиственных лесов, что обусловлено характером субстрата, который предпочитают эти грибы. Достаточно хорошо изученные виды часто характеризуются обширными ареалами, среди них есть космополиты (плютей олений) и мультирегиональные представители, то есть встречающиеся на нескольких континентах, — евразиатско-американские, евразиатско- или европейско-африканские и т. п. По частоте встречаемости виды варьируют от обычных до очень редких, некоторые виды, в целом отмечаемые как редкие, могут более часто встречаться в отдельных регионах своего ареала (например, плютей клубневой). Некоторые редкие виды с мелкими плодовыми телами недостаточно хорошо учитываются при сборах, и их ареал может оказаться значительно шире, чем указывается в литературе (плютей шероховатенький, плютей синий).
В Южной Америке Р. Зингером в 1958 году было отмечено 66 видов плютеев, в Европе наибольшее видовое разнообразие описано в Великобритании (43 вида, П. Ортон, 1986) и Нидерландах (29 видов, Э. Веллинга, 1990), хорошо изучен род в Прибалтике (для Эстонии, Латвии и Литвы указывается 26 видов — В. Урбонас и др., 1986) и на Украине (27 видов, С. П. Вассер, 1992), для Беларуси указывается 9 видов (Г. И. Сержанина, 1984). В России биоразнообразие и распространение плютеев систематически изучалось только в отдельных регионах, из которых наиболее изучены Приморский край (21 вид, Л. Н. Васильева, 1973), Ростовская область (21 вид, А. А. Сопина, 2001), Ленинградская область (13 видов, А. Е. Коваленко и О. В. Морозова, 1999) и Самарская область (22 вида, Е. Ф. Малышева, 2004)

## Практическое значение
Род содержит съедобные виды, грибникам наиболее известен плютей олений (Pluteus cervinus), но собирается он довольно редко несмотря на распространённость, так как считается посредственного качества, несколько видов также приводятся в популярных справочниках как съедобные — плютей умбровый (Pluteus umbrosus), плютей темнокрайний (Pluteus atromarginatus). К несъедобным относят такие виды, как плютей бархатистоножковый (Pluteus plautus), плютей благородный (Pluteus plautus). Некоторые распространённые виды в специальной литературе характеризуются как «малоизвестные съедобные грибы», однако часть авторов относит их к несъедобным — плютей карликовый (Pluteus nanus), плютей жилковатый (Pluteus phlebophorus). У многих видов пищевые или токсические свойства не изучены, и они считаются несъедобными.
Для нескольких видов изучается возможность лекарственного применения. В экспериментах на мышах выяснено, что экстракт полисахаридов из плютея оленьего подавляет рост злокачественных опухолей, противораковое и иммуностимулирующее действие обнаружено у плютея карликового, львино-жёлтого (Pluteus leoninus), оранжево-морщинистого (Pluteus aurantiorugosus).
Известно небольшое число ядовитых (галлюциногенных) представителей, содержащих псилоцибин. В Центральной Африке малоизвестный науке гриб с острым запахом и горьким вкусом употребляется народами банза и эала, местные названия гриба, соответственно, абанда и лосулу. Он был описан как разновидность плютея оленьего под названием Pluteus cervinus var. ealaensis Beeli 1928, подробные сведения о нём в литературе длительное время отсутствовали. В 2010 году опубликовано современное описание, и виду присвоено название Pluteus losulu. В 1980—1990-х годах псилоцибин обнаружен у плютея ивового (Pluteus salicinus), синего (Pluteus cyanopus), P. nigroviridis и P. glaucus.

## Систематика и виды

### Таксономическое положение
Вместе с близкими по морфологии родами, отличающимися наличием частного (Chamaeota) или общего (Вольвариелла) покрывала, род Плютей относится к семейству Плютеевые порядка Агариковые.
|  |               |  |               |                     |                                      |  | ещё 14 классов в 3 подотделах | ещё 14 классов в 3 подотделах |                     |  |  |  | ещё 28 семейств                   | ещё 28 семейств                   |               |  |  |  |  |
|  |               |  |               |                     |                                      |  | ещё 14 классов в 3 подотделах | ещё 14 классов в 3 подотделах |                     |  |  |  | ещё 28 семейств                   | ещё 28 семейств                   | 140—300 видов |  |  |  |  |
|  |               |  |               | отдел Базидиомикота |                                      |  |                               |                               | порядок Агариковые  |  |  |  |                                   | род Плютей                        |               |  |  |  |  |
|  |               |  |               | отдел Базидиомикота |                                      |  |                               |                               | порядок Агариковые  |  |  |  |                                   | род Плютей                        |               |  |  |  |  |
|  | царство Грибы |  |               |                     | класс Агарикомицеты (Agaricomycetes) |  |                               |                               | семейство Плютеевые |  |  |  |                                   |                                   |               |  |  |  |  |
|  | царство Грибы |  |               |                     |                                      |  |                               |                               |                     |  |  |  |                                   |                                   |               |  |  |  |  |
|  |               |  | ещё 6 отделов | ещё 6 отделов       |                                      |  |                               | ещё 16 порядков               | ещё 16 порядков     |  |  |  | ещё 2 рода Вольвариелла Chamaeota | ещё 2 рода Вольвариелла Chamaeota |               |  |  |  |  |
|  |               |  |               | ещё 6 отделов       |                                      |  |                               |                               | ещё 16 порядков     |  |  |  |                                   | ещё 2 рода Вольвариелла Chamaeota |               |  |  |  |  |

### История научных представлений о роде

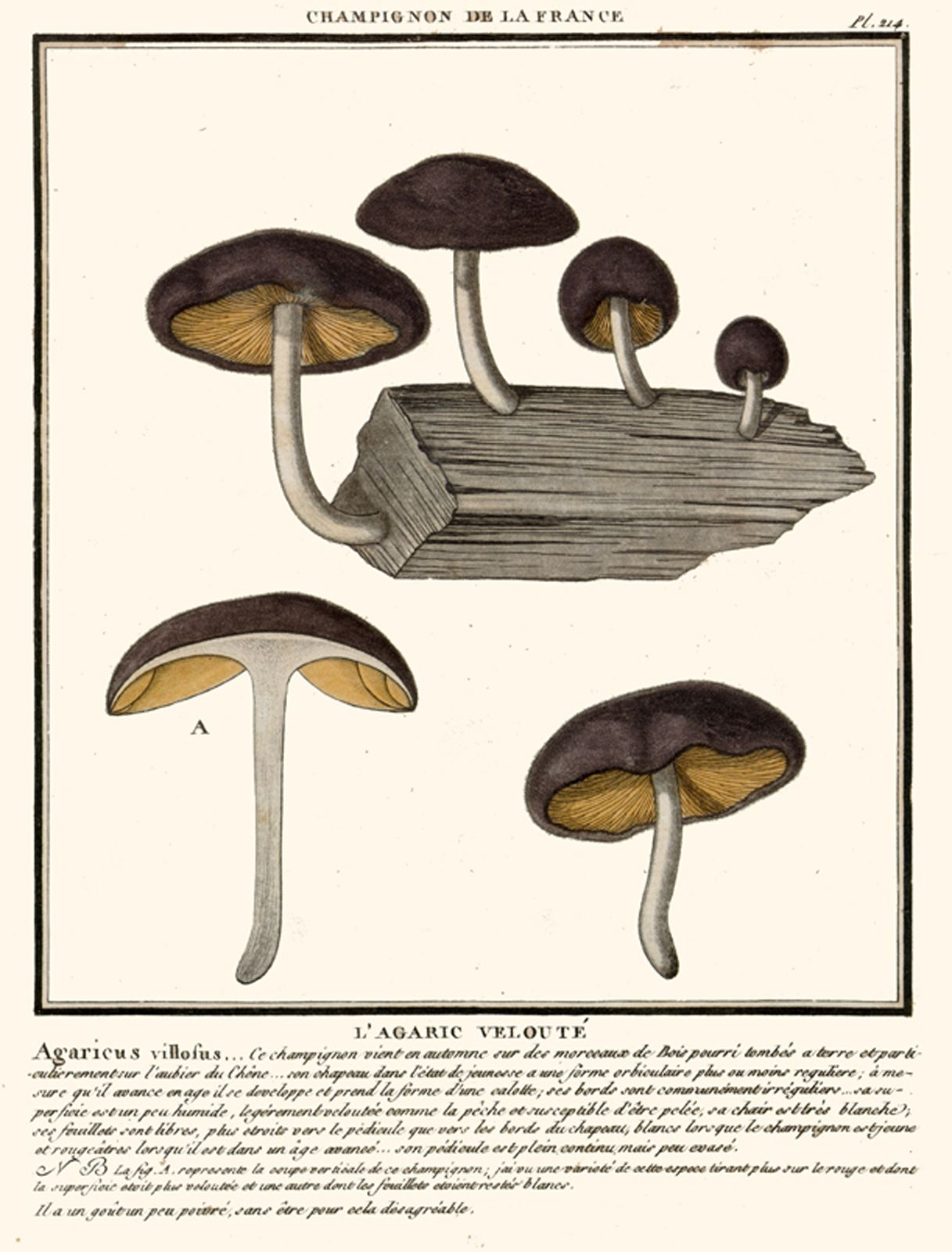
Agaricus villosus (= Pluteus ephebeus), ботаническая иллюстрация П. Бюйяра, 1791

В первых системах классификации грибов (К. Линнея, Х. Персона, 1801, Э. Фриса, 1821) виды, относимые ныне к роду Плютей, рассматривались как представители рода Agaricus L. 1753. Фрис в 1821 году в первой части работы «Systema mycologicum» выделил в роде Agaricus подтрибу Plutei, которая входила в трибу Clitopilus серии Hyporhodius (в современной таксономии «сериям» Фриса соответствуют секции, а «трибам» — ряды, см. Ранги между родом и видом). В 1836 году подтриба Plutei была возведена Фрисом в ранг рода. Границы рода с тех пор существенно не менялись, по поводу его систематического положения также не было значительных разногласий между авторами.
Род относили к семейству шампиньоновых вплоть до второй половины XX века, в 1962 году Р. Зингер перенёс его в семейство мухоморовых. В 1972 году Ф. Котлабой и З. Поузаром описано семейство Плютеевые, с правомерностью его выделения были согласны многие исследователи 1980—1990-х годов: Р. Кюнер (1980), В. Юлих (1982), М. Локен (1984), Р. Зингер (1986), С. П. Вассер (1990, 1992).
В 2011 году опубликованы результаты исследований A. Justo и соавторов по молекулярной филогенетике семейства плютеевых. Для рода Плютей подтверждена монофилетичность, в него включены также несколько видов, ранее входивших в род Chamaeota. Подтверждено близкое родство с родом Мухомор, однако морфологически близкий род Вольвариелла оказался полифилетическим и отстоящим от «плютеоидной» клады (кроме нескольких видов, которые оказались очень близкими к плютеям, их предложено перенести в новый род Volvopluteus). Эти результаты согласуются с более ранними исследованиями (Ж.-М. Монкальво и соавт., 2002), относившимися к порядку Агариковых. В отношении внутриродовой классификации данные молекулярной биологии и морфологии достаточно хорошо согласуются, внутри рода обнаружены клады, приблизительно соответствующие традиционному делению его на секции Pluteus, Hispidoderma и Celluloderma, однако деление последней на подсекции на основании наличия или отсутствия в кожице шляпки цистидоподобных элементов не получило подтверждения.

### Внутриродовая классификация
Существует несколько систем, разделяющих род на инфрародовые таксоны по признакам морфологии плодовых тел. В качестве таксономических признаков традиционно используются микроскопические особенности — строение цистид и кожицы шляпки, а также наличие или отсутствие пряжек мицелия.
В 1986 году опубликованы системы Р. Зингера и П. Д. Ортона, в которых род делится на три секции — Pluteus, Hispidoderma и Celluloderma. К первой секции исследователями отнесены виды, для которых характерно наличие толстостенных плевроцистид (метулоидов), кожица шляпки (пилеипеллис) у таких видов представляет собой кутис. Две другие секции характеризуются тонкостенными плевроцистидами, между ними различия состоят в признаках пилеипеллиса: у представителей Hispidoderma он состоит из удлинённых элементов, расположенных в виде кутиса, триходермиса или гименодермиса, у Celluloderma — из округлых или булавовидных клеток, формирующих гименодермис или эпителий. В системе Зингера секция Celluloderma делится на две подсекции — Mixtini и Eucellulodermini, для которых характерно, соответственно, наличие или отсутствие нитчатых элементов пилеипеллиса наряду с клеточными. В этих двух системах 1986 года инфрародовые таксоны разделены также на многочисленные ряды, Ортон выделяет всего 17 рядов, а Зингер — 39; более поздние исследователи отказались от такого дробления рода, считая его неоправданным.
В 1985—1990 годах Э. Веллинга и соавторы (E. Vellinga & J. Schreurs) предложили вариант этой системы, в которой секция Hispidoderma заменена новой секцией Villosi (в неё вошли виды с тонкостенными цистидами и кожицей шляпки, организованной в виде кутиса), а секция Celluloderma дополнена ещё одной подсекцией Hispidodermini (пилеипеллис — триходермис или гименодермис). Выделение рядов в этой системе отсутствует.
В 1989—1992 году разработана система С. П. Вассера, в которой выделяются два подрода Pluteus и Hispidocelluloderma, основой для их выделения также служит комплекс признаков строения пилеипеллиса и плевроцистид. Первый подрод делится на две секции по признаку отсутствия или наличия пряжек (соответственно, Pluteus и Fibulatus), второй также состоит из двух секций с нитчатым (Hispidoderma) или клеточным (Celluloderma) строением кожицы шляпки.
Списки таксонов, входящих в различные системы, см. в приложении Таксоны рода Плютей.

### Видовой состав
Типовой вид рода — Agaricus pluteus Batsch, 1783 = Pluteus cervinus (Schaeff.) P. Kumm., 1871 (Плютей олений).
Значительная часть описанных внутри рода Плютей таксонов ещё не прошла критическую обработку. Предполагается, что род содержит от 140 до 300 видов. Известно более 640 названий таксонов видового и инфравидового рангов. Из них более 50 являются названиями признанных видов и около 80 являются синонимами, в том числе представителей других родов, для остальных ~500 таксономический статус неизвестен.
Существуют региональные монографические обработки рода для различных регионов Европы (П. Ортон, 1986 — Британия; Э. Веллинга, 1990 — Нидерланды; Урбонас, 1986 — Прибалтика; С. П. Вассер, 1992 — Украина и др.), Южной Америки (Р. Зингер, 1958, 1962; Smith & Stuntz, 1959, Wartchow et al., 2006), Северной Америки (Homola, 1972) Центральной Африки (Horak, 1976), Индии (Pradeep et al., 2002).
Некоторые виды
- Плютей олений (Pluteus cervinus (Schaeff.) P. Kumm., 1871), или олений гриб, — наиболее известный представитель рода. Плодовые тела средних и довольно крупных размеров, обычно размер шляпки 4—10 см, реже до 20 см. Поверхность шляпки гладкая, шелковистая, радиально-волокнистая, в зрелости часто радиально-растрескивающаяся, сухая либо слабослизистая, серого или серовато-коричневого цвета, окраска может варьировать от палевого до тёмно-коричневого и чёрного. Ножка длиной до 15 см, цилиндрическая, плотная, сплошная, белая или беловато-серая, с продольными бурыми волокнами, часто слабо вздутая у основания, бывает сильно изогнутой. Кожица шляпки нитчатого строения, гифы без пряжек.
Распространён по всему миру (космополит), растёт на древесине различных видов, как лиственных, так и хвойных пород. Съедобен[31].

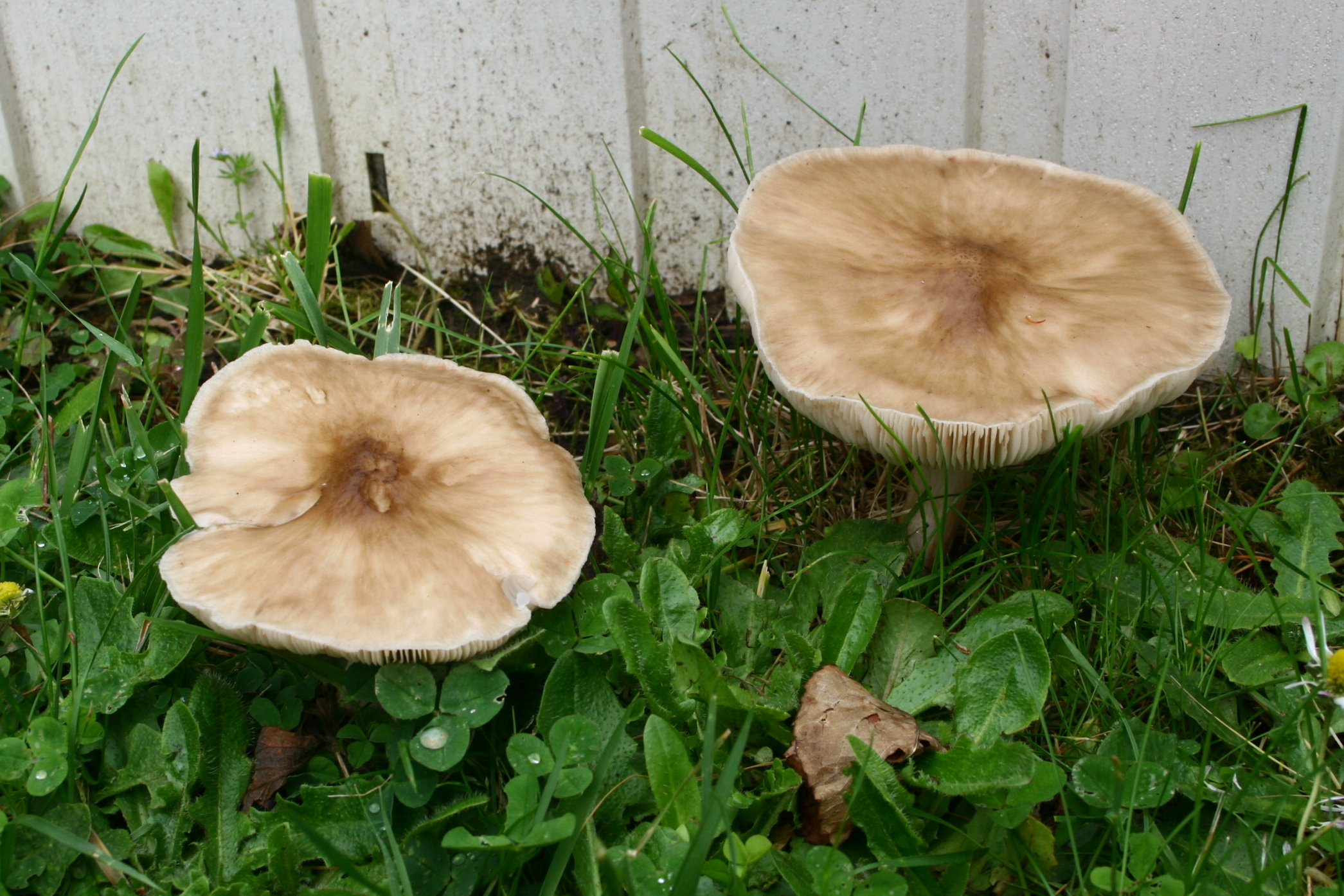
Плютей благородный

- Плютей благородный (Pluteus petasatus (Fr.) Gill., 1876), или отечественный тоже с относительно крупными плодовыми телами, диаметр шляпки до 15 см. Окраска его более светлая, чем у плютея оленьего, — от беловатой до охристой, поверхность шляпки шелковистая, блестящая, сухая, иногда слабо слизистая, с тёмными волокнами, в центре с мелкими коричневыми чешуйками. Строение кожицы шляпки — нитчатое, гифы без пряжек.
Евразиатско-североамериканский вид, широко распространён от Западной Европы до Дальнего Востока, но встречается редко, внесён в некоторые региональные красные книги (Ярославской области, Архангельской области). Растёт в лиственных и смешанных лесах на древесине бука, дуба, тополя. Считается несъедобным[32].
- Плютей белый (Pluteus pellitus (Pers.) P. Kumm., 1871), или перепончатый — ещё один светлоокрашенный вид, но небольших размеров. Шляпка диаметром 3—5 см, тонкомясистая, с выступающим бугорком, находящимся в небольшом углублении, край часто разрывается на лопасти. Поверхность гладкая, беловатая, в центре с возрастом становится сероватой, серовато-бурой или голубоватой, покрыта нежными розовато-бурыми или тёмно-бурыми волокнами. Ножка длиной до 6 см, блестящая, волокнистая. Кожица шляпки нитчатого строения, гифы с пряжками.
Растёт чаще всего на буковой древесине, встречается в Евразии от Западной Европы до Западной Сибири, а также в Северной Африке, относительно редок. Считается малоизвестным съедобным грибом[33].
- Плютей ивовый (Pluteus salicinus (Pers.) P. Kumm., 1871) в литературе часто характеризуется как съедобный гриб, но в 1980-х годах в его плодовых телах обнаружен псилоцибин[17]. Шляпка диаметром до 7 см, толстомясистая, от колокольчатой до плоско-распростёртой формы, с низким бугорком, гигрофанная. Край тонкомясистый. Поверхность блестящая, волокнисто-морщинистая, в центре иногда мелкочешуйчатая, сероватая, пепельно-серая, с голубым или розово-бурым оттенком, в центре более тёмная. Ножка до 12 см, блестящая, с голубоватым или серовато-оливковым оттенком. Кожица шляпки нитчатого строения, гифы с пряжками.
Растёт на древесине ивы, ольхи, а также тополя, дуба, бука. Распространён в Евразии, Северной Африке и Северной Америке, встречается редко[34]. В Румынии, Сербии, Черногории, Турции охраняется, включён в Красную книгу Ленинградской области[35]. Галлюциногенный гриб.

Плютей чешуйчатый, […] по-видимому, скорее является комплексом видов, чем одним видомОригинальный текст (англ.)Pluteus ephebeus [...] is likely a species complex rather that a single species
- Плютей чешуйчатый (Pluteus ephebeus (Fr.) Gill., 1876) — один из видов, объём которого неодинаково понимается разными авторами. В его синонимику включены несколько названий, которые часть исследователей считают относящимися к отдельным самостоятельным видам. Плютей средних размеров, со шляпкой диаметром до 9 см и ножкой до 10 см длиной. Поверхность шляпки волокнистая, серовато-коричневая, в центре покрыта мелкими прижатыми чешуйками, часто радиально растрескивается. Ножка беловатая, блестящая, гладкая, покрыта волокнистыми бороздками. Кожица шляпки нитчатая, гифы без пряжек.
Растёт на древесине лиственных в Евразии и Северной Африке, редкий вид. Несъедобен[37].
- Плютей львино-жёлтый (Pluteus leoninus (Schaeff.) P. Kumm., 1871) — пример вида с ярко окрашенными плодовыми телами. Шляпка диаметром до 8 см, от колокольчатой до плоско-выпуклой, с небольшим широким бугорком и зубчатым, полосатым просвечивающим краем. Поверхность вблизи края голая, к центру бархатистая, мелкочешуйчатая, яично-жёлтая или золотисто-жёлтая, в центре более тёмная. Ножка до 7×1 см, гладкая, беловатая, к основанию желтоватая, золотисто-волокнистая. Кожица шляпки нитчатая, состоит из веретеновидных гиф без пряжек.
Евразиатско-северно-африканский вид, растёт преимущественно в дубовых и буковых лесах, встречается редко, в некоторых регионах часто. Считается съедобным[38].

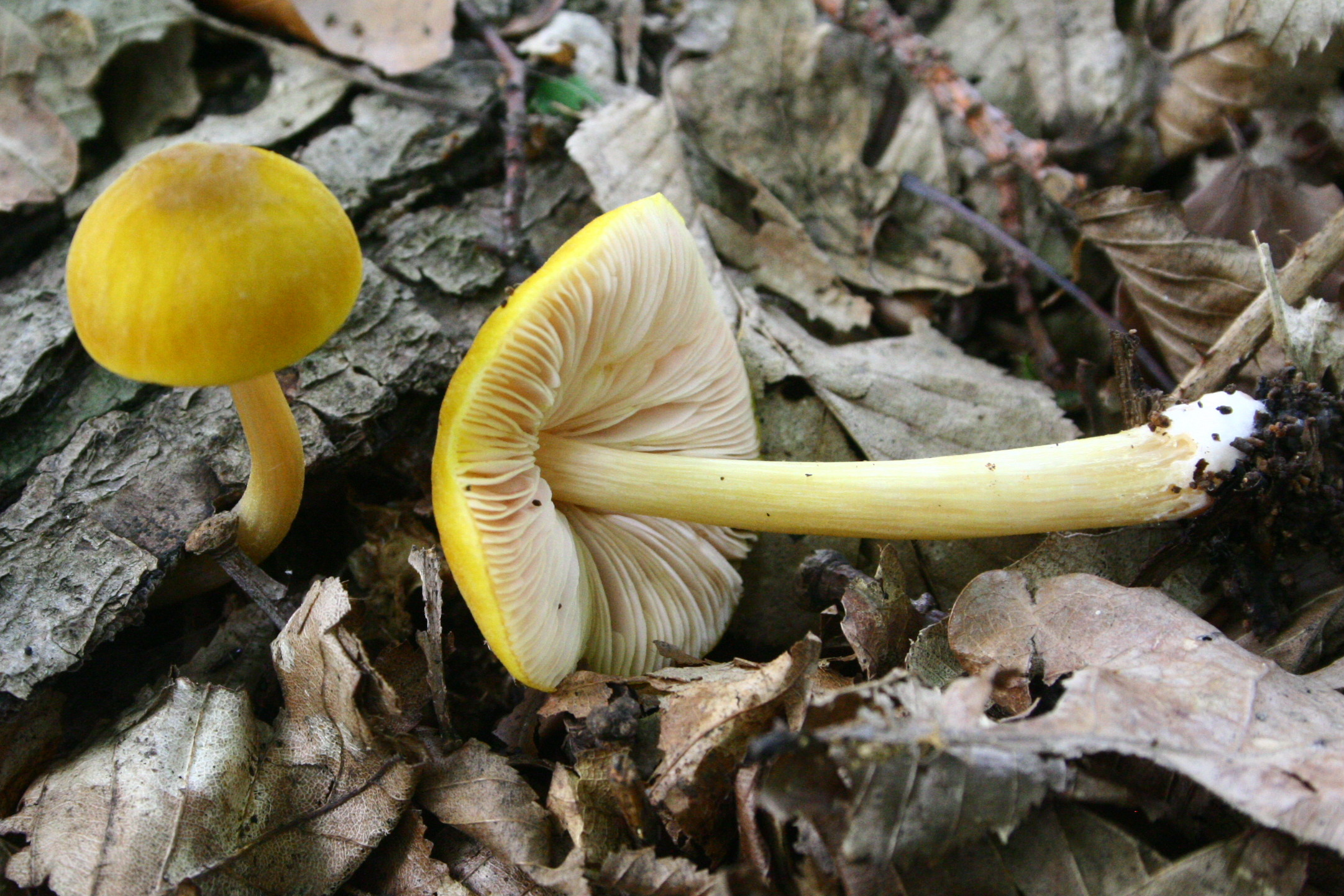
Плютей львино-жёлтый

- Плютей умбровый (Pluteus umbrosus (Pers.:Fr.) P. Kumm., 1871), или тенистый имеет средних размеров (до 10 см) шляпку, покрытую характерным войлочным опушением и радиальными морщинами, беловатого, умбрового или тёмно-бурого цвета, край её с зубчатой волокнистой бахромой. Ножка длиной до 10 см, беловатая или коричневатая, продольно-волокнистая, с чешуйками. Кожица шляпки нитчатая, гифы без пряжек.
Распространён в Евразии и Северной Америке, растёт на древесине лиственных деревьев, относительно редок, местами обычен. Условно-съедобный гриб с горьковатой мякотью, при отваривании горечь исчезает[39].
- Плютей карликовый (Pluteus nanus (Pers.) P. Kumm., 1871) — мелкий гриб со шляпкой не более 5 см, её поверхность бархатистая, радиально-морщинистая, от коричневатого до каштаново-бурого цвета с оливковым оттенком, покрыта пылящим сажисто-мучнистым налётом. Ножка до 5 см длиной, от беловатого или слегка желтоватого до буроватого цвета, гладкая, блестящая, продольно-волокнистая. Кожица шляпки клеточного строения.
Обычный вид в лиственных лесах и насаждениях Евразии и Северной Америки. Несъедобен или не имеет особого пищевого значения[40].

| |  |  |  |
| Слева направо: плютей чешуйчатый, плютей мелкошляпочный, плютей золотисто-окрашенный, плютей серо-бурый |  |  |  |